# 東京JAZZ
東京JAZZ（とうきょうじゃず、TOKYO JAZZ）は、毎年夏季に行われているジャズコンサートのイベントである。主催はNHK、NHKエンタープライズ、日本経済新聞社からなる東京JAZZ実行委員会。
2002年にスタートし、平年は味の素スタジアムを舞台に世界各地から一流のジャズアーティストを招待し「新しい文化の発信」「ジャズの後継者への継承とその発展」「文化のクロスオーバー」の3大テーマを掲げて、国境・世代の垣根を越えたジャズの夢の共演を展開し、ジャズのすばらしさを東京から世界に広く伝えようと企画された。2003年からはハービー・ハンコックが総合プロデュースを担当している。
2004年度はアテネ五輪のテレビ中継の関係で9月に実施され、また会場の味の素スタジアムもJリーグ公式戦開催のため使用できないので、東京ビッグサイトで開催され、インドアイベントとなった。2005年もJリーグの試合開催の都合上東京ビッグサイトでの開催された。
2006年からは東京国際フォーラムに会場を移し開催されていて、関連プレライブも国内外の大物アーティスト、実力派アーティストを揃えて注目を浴びている。数多くあるプレライブの中でも渋谷『O-EAST』が打ち出すイベントは強烈である。2017年以降はNHKホールをメイン会場に開催。
アジア最大級のJAZZイベントという事もあり、多くのナショナルクライアントがスポンサーに名を連ねる。
- 2020年
  - 4月14日（火）：新型コロナウイルス感染拡大防止のため中止が発表された。[1]
  - 4月24日（金）：『TOKYO JAZZ+plus LIVE STREAM』として、５月23日（土）24日（日）に、オンライン配信されることが発表された。[2]
  - 5月23日（土）24日（日）に『TOKYO JAZZ+plus LIVE STREAM』として、オンライン配信された。[3][4]

## 参加アーティスト

### 2002年
| - ハービー・ハンコック - ウェイン・ショーター - マイケル・ブレッカー - ニルス・ペッター・モルヴェル - 熱帯JAZZ楽団 - 小林桂 - オマーラ・ポルトゥオンド | - オマーラ・ポルトゥオンド - 寺井尚子 - coba - ダニーロ・ペレス - ジョン・パティトゥッチ - ブライアン・ブレイド - 矢部直 |

- 東京JAZZ 2002

### 2003年
| - ハービー・ハンコック・トリオ - ユッスー・ンドゥール - スピーチ - ジョシュア・レッドマン - 渡辺香津美 - ジャック・ディジョネット | - クリスチャン・マクブライド - 前田憲男 - ケイコ・リー - 寺井尚子 - 松永貴志 - チャカ・カーン |

- 東京JAZZ 2003

### 2004年
| - ハービー・ハンコック、ウェイン・ショーター、 デイヴ・ホランド、ブライアン・ブレイド・カルテット - ダイアン・リーヴス - TOTO - セロニアス・モンク・インスティトゥート・オブ・ジャズ・アンサンブル - セサール・ロペス&ハバナ・アンサンブル - リール・ピープル | - EQ - 上原ひろみ - クリヤマコト - フライド・プライド - 松永貴志 - 森山良子 |  |

- 東京JAZZ 2004

### 2005年
| - ハービー・ハンコック・ヘッドハンターズ'05 - イヴァン・リンス - テレンス・ブランチャード - チャリート・ラテン・ジャズ・ファンク・バンド - 山中千尋 - マーカス・ミラー - ゲイリー・バートン | - メタリアル・フィーチャリング・ニルス・ペッター・モルヴェル - TKY - 上妻宏光・東京JAZZ・スペシャル・ユニット - ジャズトロニック＋スペシャル・ゲスト・サンディー - HIBI★Chazz-K（オープニングアクト） - ザ・ニュー・サウンド・カルテット（オープニングアクト） |

- 東京JAZZ 2005

### 2006年
| - チック・コリア - ザ・グレイト・ジャズ・トリオ by ハンク・ジョーンズ - ジョン・パティトゥッチ - オマー・ハキム - 渡辺貞夫 - マーカス・ミラー - フランク・マッコム - ロス・バン・バン - 上原ひろみ - ラリー・カールトン with ロベン・フォード | - インコグニート - ジョイス with special guest ホベルト・メネスカル - デイヴ・コーズ - トロンハイム・ジャズオーケストラ - 渋さ知らズオーケストラ - オースティン・ペラルタ - ジャパン・オーストラリア・ジャズオーケストラ - 小沼ようすけ & 太田剣（オープニングアクト） - レ・フレール（オープニングアクト） |

- 東京JAZZ 2006

### 2007年
| - ランディ・ブレッカー - マイク・スターン・バンド - デューク・エリントン・オーケストラ - ボブ・ジェームス - リー・リトナー - ザ・ベニー・ゴルソン・カルテット | - キャンディーダルファーand バンド - 小曽根真 presents No Name Horses - T-SQUARE - DIMENSION - レ・フレール |

- 東京JAZZ 2007

### 2008年
| - 日野皓正クインテット - ロン・カーター・カルテット - デイヴィッド・サンボーン - jammin'Zeb - 上原ひろみ - 熊谷和徳 - ザ・グレイト・ジャズ・トリオ - ハンク・ジョーンズ＆ロン・カーター＆NHK交響楽団 | - リシャール・ガリアーノ&タンガリア・カルテット&寺井尚子 - ミシェル・カミロ・トリオ - ロベン・フォード - サム・ムーア - スライ&ザ・ファミリー・ストーン - ジョージ・ベンソン - フォープレイ |

- 東京JAZZ 2008

### 2009年
| ＜9月4日（金）＞ - NHK交響楽団 special guest エルダー - ウーター・ヘメル - 矢野顕子 × 上原ひろみ ＜9月5日（土）＞ - 神保彰 featuring エイブラハム・ラボリエル、オトマロ・ルイーズ and very special guest リー・リトナー - ジョン・スコフィールド and the Piety Street Band - 東京スカパラダイスオーケストラ - ジョージ・クリントン & PARLIAMENT / FUNKADELIC - メロディ・ガルドー - 上原ひろみソロ - L’Image（マイク・マイニエリ、スティーヴ・ガッド、トニー・レヴィン、ウォーレン・バーンハート、デビッド・スピノザ） | ＜9月6日（日）＞ - マッコイ・タイナー・トリオ - チャイナ・モーゼス - マンハッタン・ジャズ・クインテット（デビッド・マシューズ、ルー・ソロフ、アンディ・スニッツァー、チャーネット・モフェット、ビクター・ルイス） - 原信夫とシャープス&フラッツ - 大西順子トリオ featuring 井上陽介 and ジーン・ジャクソン - マッコイ・タイナー・トリオ with special guest ジョン・スコフィールド - ルー・ドナルドソン - BLUE NOTE RECORDS 70th Anniversary SUPER JAM featuring ルー・ドナルドソン、quasimode、マンハッタン・ジャズ・クインテット and MORE ! |

- 東京JAZZ 2009

### 2010年
- 東京JAZZ 2010

### 2011年
- 東京JAZZ 2011

### 2012年
- 東京JAZZ 2012

### 2013年
- 東京JAZZ 2013

### 2014年
| - アーマッド・ジャマル - アンソニー・ジャクソン - バティスト・トロティニョン - ベニー・ゴルソン - チャカ・カーン - クリスチャン・マクブライド・ビッグ・バンド - クッキン・オン・スリー・バーナーズ - ディムライト - ファブリッツィオ・ボッソ - フラットアース・ソサエティ - グランド・ピアノラマックス - ハービー・ハンコック - ICP オーケストラ - ヤガ・ヤシスト - イェジー・ロギェヴィチ - ヨーナス・ハーヴィスト・トリオ - ケニー“ベイビーフェイス”エドモンズ - ケニー・バロン - クレズモフォビア - カイル・シェパード - レニー・ホワイト - マチエック・オバラ - ミヒャエラ・ラビッチ&ロベルト・パヴリク - ミシェル・カミロ | - マイク・スターン - モリー・ジョンソン - パトリック・ザクロツキ - パヴェウ・シャンブルスキ - ランディ・ブレッカー - ロビー・ボトス - ロン・カーター - ロイ・アサフ - サイモン・フィリップス - ウーア - ダイニュース・プラウスカス - ウーター・ヘメル - 上原ひろみ - 内橋和久 - 小曽根真 - 小曽根真 featuring No Name Horses - 川口千里 - 菊地成孔とペペ・トルメント・アスカラール - 國田大輔 - 坂田明 - シュローダーヘッズ - 高中正義 - 高良久美子 - ナスノミツル |

- 東京JAZZ 2014

### 2015年
| ＜9月5日（土）＞ - ボブ・ジェームス＆東京フィルハーモニー交響楽団 “WORLD PREMIERE OF THE PIANO CONCERTO BY BOB JAMES” 指揮者 : ケヴィン・ローズ featuring スティーヴ・ガッド、カリートス・デル・プエルト special guest 渡辺香津美 - ニュー・センチュリー・ジャズ・クインテット (大林武司、ユリシス・オーエンス・ジュニア、中村恭士、ティム・グリーン、ベニー・ベナック) - アナ・マリア・ヨペック カルテット feat. ミノ・シネル - KYOTO JAZZ SEXTET Special Guests 菊地成孔、リチャード・スペイヴン (沖野修也、平戸祐介、類家心平、栗原健、小泉P克人、石若駿) - エスペランサ・スポルディング Presents Emily's D+Evolution - ジャック・ディジョネット・トリオ featuring ラヴィ・コルトレーン ＆ マシュー・ギャリソン | ＜9月6日（日）＞ - エリ・デジブリ・カルテット featuring アヴィシャイ・コーエン with Special Guest 山中千尋 - 日野皓正 ＆ ラリー・カールトン SUPER BAND featuring 大西順子、ジョン・パティトゥッチ、カリーム・リギンズ - ハービー・ハンコック ＆ ウェイン・ショーター - スティーヴ・ガッド・バンド featuring マイケル・ランドウ、ラリー・ゴールディングス、ジミー・ジョンソン & ウォルト・ファウラー - リー・リトナー Guest: TOKYO JAZZ HORNS（市原ひかり、小林香織、駒野逸美、浜崎航、宮本大路） - フォープレイ |  |

- 東京JAZZ 2015

### 2016年

#### the HALL
＜9月3日（土）＞
- 小曽根真 presents JFC All Star Big Band meets Juilliard Jazz Ensemble
JFC All Star Big Band - 国立音楽大学、尚美学園大学、昭和音楽大学、洗足学園音楽大学の4校が合同で、昨年立ち上げたジャズ祭“Jazz Festival at Conservatory”の優秀バンドによるオールスター・ビッグバンド
- 寺井尚子 meets パブロ・シーグレル “THE JAZZ TANGO PROJECT”
パブロ・シーグレル（p, comp, arrg）、寺井尚子（vl）、エクトル・デル・クルト（英語版）（bandoneon）、クラウディオ・ラガッシ（g）、ペドロ・ジラウド（cb）、フランコ・ピナ（perc, ds）
- ハービー・ハンコック featuring ジェームス・ジーナス、レイラ・ハサウェイ、トレヴァー・ローレンス Jr.、テラス・マーティン
ハービー・ハンコック（p）、ジェームス・ジーナス（英語版）（b）、レイラ・ハサウェイ（vo）、トレヴァー・ローレンス Jr.（ds）、テラス・マーティン（英語版）（key, sax）
- パット・メセニー＆クリスチャン・マクブライド
パット・メセニー（g）、クリスチャン・マクブライド（b）
- アロルド・ロペス・ヌッサ
アロルド・ロペス・ヌッサ（英語版）（p）、ルイ・アドリアン・ロペス・ヌッサ（ds）、アルネ・ワデ（b, vo）
- 渡辺貞夫 BEBOP NIGHT featuring ウォレス・ルーニー、ビリー・チャイルズ、ジェフ“テイン”ワッツ、ベン・ウィリアムス
渡辺貞夫（sax）、ウォレス・ルーニー (tp)、ビリー・チャイルズ (p)、ジェフ・テイン・ワッツ (ds)、ベン・ウィリアムス（英語版） (b)

＜9月4日（日）＞
- 石若駿 PROJECT 67 (粟谷巧、大林武司、寺久保エレナ powered by 日野皓正)
石若駿（ds）、粟谷巧（b）、大林武司（p）、寺久保エレナ（sax）、日野皓正（tp）
- 渡辺香津美＆沖仁
渡辺香津美（g）、沖仁（g）、KW45 TOKYO JAZZ SPECIAL BAND ( 笹路正徳（key）、高水健司（b）、ヤヒロトモヒロ（perc）) & スペシャルゲスト：ミノ・シネル（perc）
- セルジオ・メンデス
セルジオ・メンデス（vo, key）、グラシーナ・レポラス（vo）、ケイティー・ハンプトン（vo）、エイチツーオー（rapper）、スコット・マヨ（key, horn）、クレベール・ホルヘ（g）、アンドレ・デ・サンタナ（b）、ギビ（perc）、レオナード・コスタ（dr）
- fox capture plan
岸本亮（p）、カワイヒデヒロ（b）、井上司（ds）
- ケニー・バロン・トリオ with special guest グレッチェン・パーラト
ケニー・バロン（p）、グレッチェン・パーラト（英語版）（vo）、北川潔（b）、ジョナサン・ブレイク（ds）
- ミシェル・カミロ × 上原ひろみ
ミシェル・カミロ（p）、上原ひろみ（p）

#### the PLAZA
＜9月2日（金）＞
- バスティアン・ベイカー（英語版）
- Mountain Mocha Kilimanjaro
- TRI4TH

＜9月3日（土）＞
- マーク・ジュリアナ（英語版）　ドラム・ワークショップ
- 倉沢大樹エレクトーンLIVE
- Myriad3
- New Century Jazz Quintet with Jazz Campers
- ヨタム・シルバースタイン・カルテット featuring アーロン・ゴールドバーグ（英語版）
- ベンジャミン・ハーマン（英語版）　ダッチ・ジャズ・ワークショップ
- ポール・グラボウスキー（英語版）＆フレンズ
- サッチャル・ジャズ・アンサンブル

＜9月4日（日）＞
- ショーナ・エイトケン and Tokyo Django Collective
- WOODY BLACK 4
- 早稲田大学モダンジャズ研究会＆フレンズ＋ちんどん
- WorldService Project
- 渡辺貞夫 presents エスコーラ・ジャフロ
渡辺貞夫（sax）、エスコーラ・ジャフロ、小野塚晃（p）、ンジャセ・ニャン（per）
- ケロン・チョク・オルガン・トリオ
ケロン・チョク（organ）、アンドリュー・リム（guitar）、ウェン・ミン・ソ（drums）
- Yahiro & Guido Duo
- ヤコブ・ブロ（英語版）（ソロ）
- Jazz Snobs, Funk Addicts

#### the CLUB
＜9月2日（金）＞
- 片倉真由子トリオ meets ベンジャミン・ハーマン
片倉真由子 (p)、佐藤“ハチ”恭彦 (b)、ジーン・ジャクソン (ds)、ベンジャミン・ハーマン (sax)

＜9月3日（土）＞
- 大江千里 and friends
大江千里 (p)、ジム・ロバートソン (b)、平麻美子 (Vo)

＜9月4日（日）＞
- ポール・グラボウスキー・カルテット
ポール・グラボウスキー (p)、ロバート・バーク (sax)、ジョナサン・ザイオン (b)、ルーク・アンドレセン (ds)

- 東京JAZZ 2016

### 2017年
- 東京JAZZ 2017

### 2018年
- 東京JAZZ 2018

### 2019年
- 東京JAZZ 2019

### 2020年
『TOKYO JAZZ+plus LIVE STREAM』として
| - 上原ひろみ - H ZETTRIO - Ovall × Gotch - 小曽根真 featuring No Name Horses - 小田知美 × 中山晃子 - 川口千里 - ゴーゴー・ペンギン - Still Dreaming with ジョシュア・レッドマン - ロン・マイルス、スコット・コリー ＆ デイヴ・キング - チック・コリア - ティグラン・ハマシアン - ディマシュ・クダイベルゲン - デヴィッド・サンボーン - TRI4TH feat. チャイナ・モーゼス | - 狭間美帆 m_unit - バルトロメイ・ビットマン - 平原綾香 - 日野皓正 - Fox capture plan - ボブ・ジェームス - マイケル・リーグ from Snarky Puppy - マンハッタン・トランスファー - ミシェル・カミロ - ミシュル・ンデゲオチェロ - やのとあがつま（矢野顕子 ＆ 上妻宏光） - ラリー・カールトン - リー・リトナー - ロベルト・フォンセカ feat. ダナイ・スアレス |

- 東京JAZZ 2020

### 2021年
- 東京JAZZ 2021

### 2022年
- 東京JAZZ 2022

### 2023年
- 東京JAZZ 2023

## メディア情報

### 2020年
- 第１８回　東京ジャズ「Ｖｏｌ．１」（NHK BSプレミアム・2020年5月24日 (日) 午前1:00～午前2:29）[6]
- 第１８回　東京ジャズ「Ｖｏｌ．２」（NHK BSプレミアム・2020年5月24日 (日) 午前2:29～午前3:58）
- 第１８回　東京ジャズ「Ｖｏｌ．３」（NHK BSプレミアム・2020年5月24日 (日) 午前3:58～午前5:27）
- プレイバック東京ＪＡＺＺ　２０１７～２０１９（NHK FM・2020年5月23日 (土) 午後0:15～午後6:50）[7]
- プレイバック東京ＪＡＺＺ　２０１７～２０１９（NHK FM・2020年5月23日 (土) 午後7:20～午後10:00）